# Aleksandra Jarecka
Aleksandra Jarecka (nacida Aleksandra Zamachowska, 11 de octubre de 1995) es una deportista polaca que compite en esgrima, especialista en la modalidad de espada.
Participó en dos Juegos Olímpicos de Verano, en los años 2020 y 2024, obteniendo una medalla de bronce en París 2024, en la prueba por equipos (junto con Renata Knapik-Miazga, Martyna Swatowska-Wenglarczyk y Alicja Klasik).
Ganó dos medallas en el Campeonato Europeo de Esgrima, oro en 2019 y plata en 2018.

## Palmarés internacional
| Juegos Olímpicos   | Juegos Olímpicos      | Juegos Olímpicos  | Juegos Olímpicos   |
| Año                | Lugar                 | Medalla           | Prueba             |
| ------------------ | --------------------- | ----------------- | ------------------ |
| 2024               | París (Francia)       | Medalla de bronce | Espada por equipos |
| Campeonato Europeo |                       |                   |                    |
| Año                | Lugar                 | Medalla           | Prueba             |
| 2018               | Novi Sad (Serbia)     | Medalla de plata  | Espada por equipos |
| 2019               | Düsseldorf (Alemania) | Medalla de oro    | Espada por equipos |